# Rhinoclemmys melanosterna
Rhinoclemmys melanosterna là một loài rùa trong họ Emydidae. Loài này được Gray mô tả khoa học đầu tiên năm 1861.